# Ustrój polityczny Słowenii
Ustrojem Słowenii jest demokracja parlamentarno-gabinetowa, z trójpodziałem władzy. Władza ustawodawcza należy do dwuizbowego parlamentu – Zgromadzenia Państwowego (izba niższa) oraz Rady Państwa. Władzę wykonawczą sprawuje rząd oraz prezydent, a sądowniczą sądy i trybunały. Republika Słowenii powstała jako jedno z państw, na które rozpadła się Socjalistyczna Federacyjna Republika Jugosławii. Na tle pozostałych republik wchodzących w skład SFRJ wyróżniała się najwyższym poziomem rozwoju gospodarczego i jednolitym składem narodowościowym. Po wojnie jugosłowiańskiej Słoweńcy ostatecznie przejęli kontrolę nad swoimi granicami w październiku 1991 i wprowadzili walutę narodową – tolara. Najważniejszym krokiem potwierdzającym pełną niezależność Słowenii było przyjęcie 23 grudnia 1991 Konstytucji Republiki Słowenii.

## Zgromadzenie Państwowe
Zgromadzenie Państwowe składa się z 90 posłów wybieranych na 4-letnią kadencję. Kadencja może zostać przedłużona tylko w czasie wojny lub stanu wyjątkowego. Posłem może zostać każdy obywatel Słowenii, który ukończył 18 lat, konstytucja gwarantuje także wybór po jednym przedstawicielu wspólnot narodowych – węgierskiej i włoskiej. Wybory zarządza prezydent, a odbywają się one nie wcześniej niż 2 miesiące i nie później niż 15 dni przed upływem 4 lat od pierwszej sesji poprzedniego Zgromadzenia. Posłowie posiadają immunitet materialny i formalny.
- Na czele Zgromadzenia stoi przewodniczący wybierany bezwzględną większością głosów, do niego należy zwoływanie posiedzeń zwyczajnych i nadzwyczajnych
- Podstawową funkcją Zgromadzenia jest ustawodawstwo. Inicjatywa przysługuje rządowi, każdemu posłowi, Radzie Państwa lub 5 tysiącom obywateli. Ustawy i ratyfikacja umów międzynarodowych podejmowane są zwykłą większością głosów przy obecności przynajmniej połowy posłów. Ustawy określające system wyborczy lub dotyczące zmiany konstytucji muszą być uchwalone większością 2/3 głosów. Sam wniosek o wszczęcie postępowania w sprawie zmiany konstytucji może złożyć 20 posłów, rząd lub 30 tys. wyborców.
- Słowenia podzielona jest na 8 okręgów, w których wybiera się po 11 posłów. W pierwszym etapie liczenia głosów, odbywającym się na szczeblu poszczególnych okręgów, do podziału mandatów stosuje się iloraz Droopa. Te nieobsadzone mandaty przekazywane są na tzw. poziom państwowy, gdzie przy podziale stosuje się metodę D’Hondta. W przypadku przedstawicieli mniejszości włoskiej i węgierskiej stosuje się zasadę większości zwykłej.

## Rada Państwa
Izba wyższa – składa się z 40 członków. 4 to przedstawiciele pracobiorców, 4 – pracodawców, 4 – rolników, 6 – dziedzin pozagospodarczych oraz 22 delegowanych przez lokalne władze; Kadencja Rady trwa 5 lat, a wybory są ogładzane przez Przewodniczącego Zgromadzenia Państwowego.
Do kompetencji Rady należy:
- wnoszenie projektów ustaw
- przedstawianie własnych opinii
- żądanie ponownego rozpatrzenia danej sprawy
- żądanie przeprowadzenia referendum
- żądanie przeprowadzenia dochodzenia.

Decyzje podejmowane są zwykłą większością głosów.

## Prezydent Słowenii
Prezydent jest głową państwa i najwyższym dowódcą sił zbrojnych, jego kadencja trwa 5 lat, a najwięcej może ją pełnić dwa razy.
Funkcje prezydenta:
- zarządza wybory do Zgromadzenia
- ogłasza ustawy
- powołuje funkcjonariuszy państwowych, powołuje i odwołuje ambasadorów, przyjmuje listy uwierzytelniające, wydaje dokumenty ratyfikacyjne
- prawo łaski
- odznaczenia i tytuły honorowe
- w sytuacjach szczególnych, gdy Zgromadzenie nie może się zebrać, wydaje dekrety z mocą ustawy. Muszą one być później zatwierdzone przez Zgromadzenie na najbliższym posiedzeniu
- przedstawia kandydata na premiera
- uprawnienia do rozwiązywania Zgromadzenia Państwowego – gdy zawiodą wszelkie czynności dotyczące powołania rządu oraz gdy Zgromadzenie odrzuci definitywnie wniosek premiera o wotum zaufania.

Prezydenta można usunąć ze stanowiska za naruszenie konstytucji lub ustawy. O postawieniu głowy państwa w stan oskarżenia decyduje Zgromadzenie większością 2/3 głosów, a rozstrzyga Sąd Konstytucyjny także większością 2/3. Po opróżnieniu urzędu prezydenta jego funkcje sprawuje przewodniczący Zgromadzenia Państwowego.

## Rząd
Powoływanie:
Kandydatem na premiera zostaje osoba przedstawiona Zgromadzeniu przez prezydenta, zostaje wybrany w głosowaniu tajnym bezwzględną większością głosów. Jeśli kandydat nie otrzyma wymaganej większości, w ciągu 14 dni prezydent może przedstawić tego samego lub innego kandydata, także grupy parlamentarne liczące co najmniej 10 członków mogą wysuwać swoich kandydatów. Przeprowadza się kolejne głosowania (pierwsze nad kandydatem prezydenta) jeśli i na tym etapie nie wyłoni się premiera, prezydent rozwiązuje parlament. Można uniknąć rozwiązania gdy w ciągu 48 godzin Zgromadzenie większością zwykłą podejmie uchwałę o przeprowadzeniu ponownego wyboru premiera. Wówczas do powołania premiera wystarczy zwykła większość, jeśli i to zawiedzie znów można wysuwać kilka kandydatur (prezydent i grupy poselskie) Gdy ten krok nie przyniesie sukcesu rozpisuje się nowe wybory.
Ministrowie są powoływani i odwoływani przez Zgromadzenie Państwowe na wniosek premiera. Kandydat na ministra musi wcześniej odpowiedzieć na pytania właściwej komisji.
Zasada konstruktywnego wotum nieufności – na wniosek co najmniej 9 posłów Zgromadzenie może wybrać nowego premiera, co jest równoznaczne z udzieleniem wotum nieufności staremu premierowi (między wnioskiem a głosowaniem musi minąć 48 godzin)
Premier może również przedłożyć Zgromadzeniu wniosek o udzielenie wotum zaufania, gdy nie uzyska poparcia bezwzględnej większości posłów musi zostać wybrany nowy premier lub w ponownym głosowaniu Zgromadzenie musi mu wyrazić wotum zaufania.
Odwołanie rządu lub ministra może nastąpić również podczas dyskusji nad interpelacją zgłoszoną przez co najmniej 10 posłów (bezwzględna większość)

## Sąd Konstytucyjny
W skład Sądu Konstytucyjnego wchodzi 9 sędziów wybranych na wniosek prezydenta przez Zgromadzenie Państwowe w głosowaniu tajnym, bezwzględną większością. Kadencja trwa 9 lat a ponowny wybór jest niemożliwy. Spośród siebie na 3 lata sędziowie wybierają przewodniczącego.
Funkcje:
- orzekanie o zgodności ustaw z konstytucją, ratyfikowanymi umowami
- rozstrzyganie w kwestiach naruszania aktami indywidualnymi praw człowieka
- rozstrzyganie sporów kompetencyjnych
- orzekanie o sprzeczności z konstytucją działalności partii politycznych.

Decyzje Sąd podejmuje większością głosów wszystkich członków, tylko do usunięcia prezydenta lub premiera ze stanowiska potrzebna jest większość 2/3.